# كريستيان أنفينسن
كريستيان أنفينسن (بالإنجليزية: Christian Boehmer Anfinsen) هو كيميائي وعالم كيمياء حيوية أمريكي ولد في 26 مارس 1916 وتوفي في 14 ماي 1995.
ولد كريستيان في مونسن ببنسلفانيا لعائلة من أصل نرويجي. تحصل على بكالوريوس العلوم سنة 1937 من معهد ساوثمور وعلى ماجستير في الكيمياء العضوية من جامعة بنسلفانيا سنة 1939. في سنة 1943 حصل على دكتوراه في الكيمياء الحيوية من مدرسة هارفرد الطبية التابعة لجامعة هارفرد. عمل في جامعة هارفرد كبروفسور مساعد حتى سنة 1950. عمل بعد ذلك في المعهد الوطني للصحة وذلك إلى سنة 1981. تحول من الإلحاد إلى اليهودية بعد أن اعتنق اليهودية الأرثوذكسية سنة 1979، وفي نفس العام ترك التدخين.

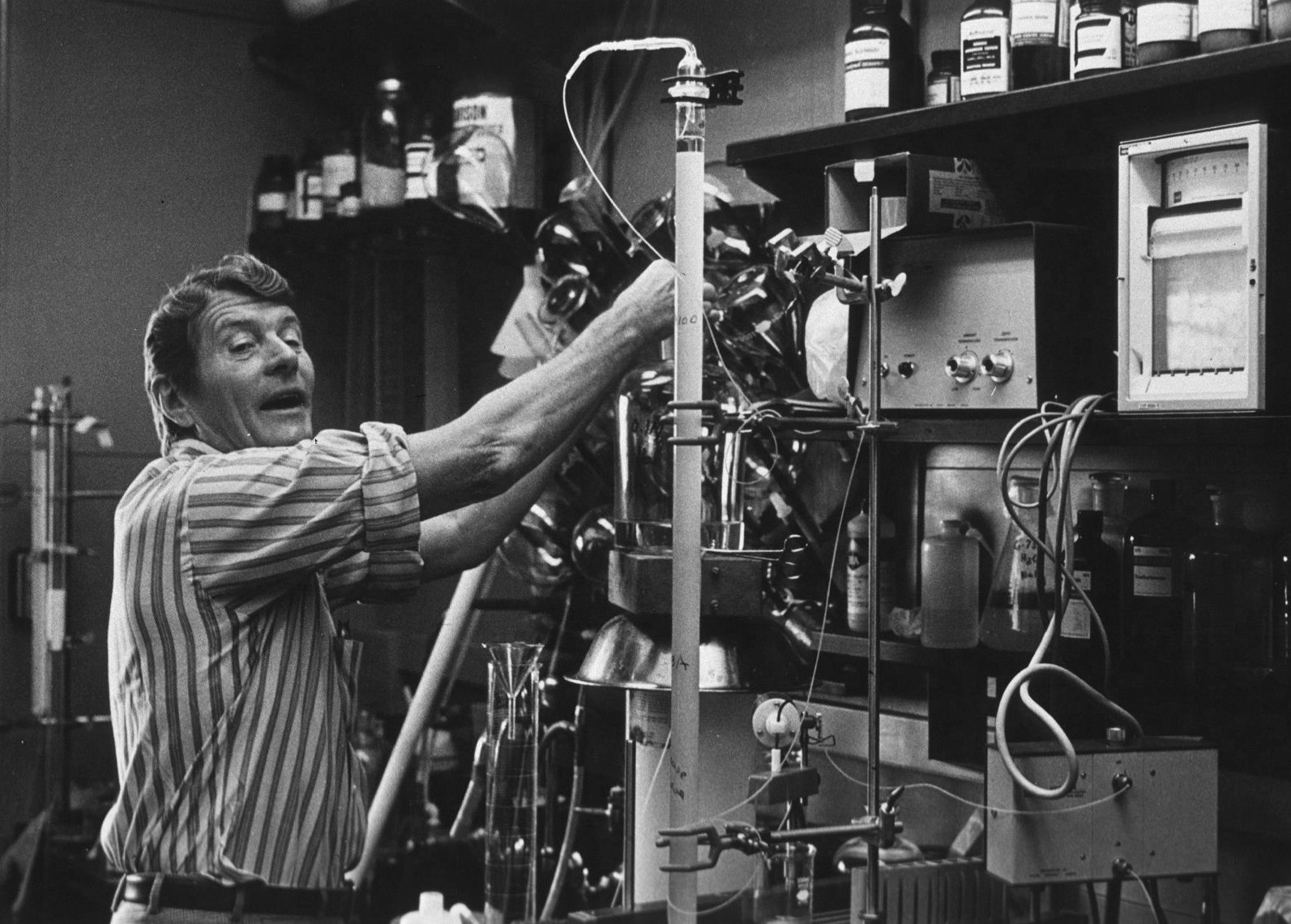
كريستسان في مختبره

حصل على جائزة نوبل في الكيمياء لسنة 1972.

## روابط خارجية
- كريستيان أنفينسن على موقع الموسوعة البريطانية (الإنجليزية)
- كريستيان أنفينسن على موقع مونزينجر (الألمانية)
- كريستيان أنفينسن على موقع إن إن دي بي (الإنجليزية)